# 两河乡 (柞水县)
两河乡是中国陕西省商洛市柞水县下辖的一个乡。2011年，两河乡被撤销，辖境并入营盘镇。

## 行政区划
两河乡下辖以下行政区：
中华村、新丰村。